# Petrocelli
Petrocelli [ital. petro'tʃɛli] ist eine US-amerikanische Fernsehserie, die zum Genre Anwaltserie gehört. Sie wurde in den Jahren 1974 bis 1976 produziert. Dargestellt wurde die Hauptfigur Tony Petrocelli vom US-amerikanischen Schauspieler Barry Newman.

## Handlung
Der Name der Serie bezieht sich auf die Hauptperson, Rechtsanwalt Petrocelli, der Amerikaner italienischer Herkunft ist. Seine Gestalt ist dem Film Der Strafverteidiger (The Lawyer) aus dem Jahr 1970 entlehnt. Petrocelli ist in San Remo tätig, einer fiktiven Kleinstadt in Arizona.
Im Gegensatz zu den meisten anderen Serien dieses Genres wurde hier nicht der „Staranwalt“ gezeigt, sondern ein Anwalt, der in eher bescheidenen Verhältnissen arbeitet und versucht, durch persönliches Engagement das Maximale für seine Klienten zu erreichen. Diese Klienten entstammten meist dem gleichen sozialen Umfeld wie er und waren oft nicht in der Lage, ihn für seine Arbeit zu bezahlen, weshalb er sich oft mit einem ideell moralischen Lohn zufriedengeben musste. Durch die gesamte Serie hindurch lebt Tony Petrocelli (Barry Newman) mit seiner Frau Maggie (Susan Howard) in einem Wohnwagen am Rande der Wüste und ist dort mit ihr und seinem Assistenten Pete Ritter (Albert Salmi) damit beschäftigt, sich ein festes Haus zu bauen. 
Diese Serie wurde auch ab 1976 in insgesamt 45 Folgen in Deutschland im ZDF ausgestrahlt. Auf einigen Privatsendern liefen sie als Wiederholung.
Donald R. Rode gewann 1975 für die Folge Mirror, Mirror On The Wall einen Emmy für den Schnitt.

## Synchronisation
Die deutsche Synchronisation entstand im Auftrag der Arena Film GmbH & Co. Synchron KG damals noch in Berlin-Lankwitz.
| Rolle                 | Darsteller       | Sprecher                                                  |
| --------------------- | ---------------- | --------------------------------------------------------- |
| Tony Petrocelli       | Barry Newman     | Rolf Schult                                               |
| Maggie Petrocelli     | Susan Howard     | Christa Rossenbach (1. Stimme) Rita Engelmann (2. Stimme) |
| Pete Ritter           | Albert Salmi     | Michael Chevalier (1. Stimme) Karl Schulz (2. Stimme)     |
| Lieutenant John Ponce | David Huddleston | Heinz Theo Branding                                       |